# Ким Джэ Ён
Ким Джэ Ён (кор. 김재연; род. 30 октября 1980 года, Тэгу, Республика Корея) — южнокорейский политик и бывшая активистка, председатель «Прогрессивной партии», бывший член Национального собрания Республики Корея (2012—2014).

## Биография

### Ранние годы
Ким Чжэ Ён родилась в консервативной семье в Тэгу, но переехала в Сеул, чтобы получить среднее образование. Она присоединилась к детскому хору MBC в 4 классе начальной школы.
Она получила образование в Daeil Foreign Language High School. Однако в интервью левому Voice of the People она призналась, что не училась должным образом в знак протеста против «конкурентной» системы средней школы, добавив, что средняя школа была тем, чего хотели её родители. Она также продолжила, что вместо этого написала несколько стихотворений и влюбилась в студенческий активизм.
После окончания университета в 1999 году она поступила в Университет иностранных языков Хангук, где изучала русский язык.

### Активизм
Ким начала свою активистскую карьеру в 2000 году, когда снос стрельбища Maehyang-ri (принадлежавшего вооружённым силам США в Корее ) стал проблемой. В 2002 году она была избрана президентом студенческого совета своего университета. В том же году она баллотировалась на пост председателя ультралевой студенческой организации Ханчхоннён, но проиграла. Она была сторонницей реформизма в организации.
Из-за своей деятельности она и другие члены разыскивались правительством в течение трёх лет. Однако позже она сообщила, что её так и не арестовали, поскольку полиции не разрешается входить на территорию кампуса. Впервые она была задержана полицией в ноябре 2004 года за организацию протеста за отмену Закона о национальной безопасности (спорный закон 1948 года, ограничивающий деятельность антикапиталистических социалистических партий в стране) перед Залом заседаний Национального собрания.

### Политическая карьера
В 2006 году она вступила в «Демократическую рабочую партию» (ДРП) и впоследствии была назначена заместителем пресс-секретаря, а также директором студенческой организации.
Перед парламентскими выборами 2008 года в ДРП произошёл внутренний конфликт, и диссиденты, включая Сим Сан Чжон, покинули партию и сформировали «Новую прогрессивную партию» (НПП). Чтобы преодолеть трудности, партия приняла решение выдвинуть как можно больше кандидатов в избирательных округах. Поскольку в районе Каннам в Сеуле не было кандидатов, Ким зарегистрировалась во 2-м избирательном округе Каннамгу, чтобы «укорениться» в этом районе. Она получила около 4,9 % и не была избрана
В дальнейшем она проявила активность во время протестов против возобновления импорта говядины из США. В 2011 году она стала председателем комиссии Союза студентов колледжей Кореи 21C.

#### Член Национального собрания
12 марта 2012 года, перед парламентскими выборами, Ким была выбрана третьим кандидатом по списку «Объединённой прогрессивной партии» (ОПП), победив Ким Джи Юн. В результате она была избрана в Национальное собрание, став первым депутатом, окончившим школу иностранного языка в истории страны.
С 9 по 28 ноября она посетила девять университетов, включая Национальный университет Чонбук, Пусанский национальный университет и Университет Корё. В Национальном университете Чонбук она получила просьбы от студентов заменить старые стулья и столы, а также улучшить системы кондиционирования и отопления. Затем она отправила эти просьбы канцлеру университета
20 января 2013 года Ким предложила внести поправку в Закон о подоходном налоге, которая включает религиозное налогообложение. 22 февраля во время слушаний по кандидатуре заместителя премьер-министра Хён О Сока она сообщила, что Хён получил степень магистра государственного управления в Сеульском национальном университете во время прохождения военной службы. 5 сентября она была назначена пресс-секретарем ОПП.
6 ноября депутаты ОПП, включая Ким, обрили головы в знак протеста против предложения тогдашнего министра юстиции Хван Гё Ана запретить и распустить их партию. Вскоре они также начали бессрочную голодовку. 15 дней спустя её доставили в больницу. Несмотря на их протесты, Конституционный суд 19 декабря 2014 года постановил распустить и запретить партию, в результате чего избрание всех её депутатов было признано недействительным.

#### Карьера после депутатства
После отстранения от должности депутата она открыла учётную запись на стриминговом сервисе AfreecaTV (сейчас известен как SOOP) 25 августа 2015 года.
20 марта 2016 года, перед парламентскими выборами, она присоединилась к недавно сформированной «Народной объединённой партии» (НОП), которую критики осудили как «ещё одну ОПП». Она баллотировалась по второму избирательному округу Ыйджонбу, но проиграла. В конце года она открыла книжный магазин под названием Bookshop of Life.
В декабре 2017 года, после слияния НОП с «Новой народной партией» (ННП) в партию «Минджун», где она была назначена пресс-секретарём. В феврале 2020 года она снова была выбрана кандидатом от «Минджун» по 2-му избирательному округу Ыйджонбу на парламентских выборах 2020 года, но уступила Ким Мин Чхолю и Ли Хён Сопу.

#### Лидер «Прогрессивной партии»
20 июня 2020 года Ким была избрана лидером партии «Минджун» после отставки Ли Сан Гю. Партия также сменила название на «Прогрессивную партию».
В 2022 году выдвинула свою кандидатуру на президентских выборах от «Прогрессивной партии», получив 0,11 % голосов. В 2025 году вновь выдвинулась на досрочных президентских выборах.

## Политические взгляды

### Образование
Ким является сторонницей полного бесплатного образования от детского сада до университета. В 2007 году она заявила, что если бы тогдашний президент Но Му Хён выделил не менее 6% бюджета на образование, то не менее 70% студентов могли бы получать образование бесплатно. Она также выступает за беспроцентный студенческий кредит.

### Социальная сфера
В апреле 2013 года она была одним из депутатов, предложивших Закон о борьбе с дискриминацией в Национальное собрание. Закон был призван запретить дискриминацию в отношении меньшинств (ЛГБТ, иммигрантов, женщин и других). Хотя закон поддерживался активистами ЛГБТ, христианские правые резко критиковали его. Два депутата от «Объединённой демократической партии» — Ким Хан Гил и Чхве Вон Сик, которые также были соавторами законопроекта, позднее отозвали свои голоса.
В январе 2018 года она публично поддержала телепрограмму «Откровенные мужчины и женщины» за освещение вопросов, связанных с правами ЛГБТ.

### Внешнеполитические
С тех пор, как она стала депутатом парламента, критики правого толка осуждали её как «сторонницу Северной Кореи».
4 июня 2012 года во время интервью с KBS ведущий попросил её подтвердить её точку зрения по отношению к КНДР. Она ответила: «Если человек не хочет признавать северокорейский режим, это значит, что он/она хочет войны с ними». Когда ведущий также спросил о том, что будет, если Север нападёт на Юг, она ответила: «Тем не менее, мы не должны давать отпор».

## Личная жизнь
В 2009 году Ким познакомилась с Чхве Хо Хёном, основателем Общества исследований капитализма. Они поженились в марте 2010 года. В апреле 2011 года Ким Джэ Ён была арестована полицией за хранение около 90 книг, восхваляющих Ким Ир Сена и Ким Чен Ира, таких как «В водовороте века». По данным полиции, в сентябре 2007 года она также поделилась книгой со своими товарищами по партии. Ранее она также посещала Венесуэлу и Кубу. В феврале 2017 года она сообщила, что её муж учится в Германии. Он скончался 22 апреля 2023 года.